# Procellariidae
Los proceláridos (Procellariidae) son una familia de aves marinas pelágicas del orden de las Procellariiformes que agrupa a los petreles (o patines), pardelas, fardelas, abatros marinos, fulmares, rurus y patos petreles. Forman un grupo de aves propias de los mares fríos, estrechamente emparentadas con los albatros, paíños y potoyuncos. La distribución natural de los petreles, y sobre todo del petrel gigante antártico (Macronectes giganteus), es bien extensa, comprendiendo todos los mares del hemisferio sur, desde las costas de la Antártida hasta el trópico de Capricornio.
Es la familia más numerosa dentro del orden de las Procellariiformes, llamadas antiguamente tubinares. El rango de tamaños va, desde el abanto marino antártico, que es casi tan grande como un albatros (aproximadamente 3,50 m de envergadura), hasta el petrel paloma chico, tan pequeño como el más grande de los paíños. Se alimentan de peces, calamares y crustáceos, a quienes cazan volando a muy baja altura del agua, casi rozándola, con el fin de lanzarse con más facilidad sobre su presa. Todas las especies de esta familia son aves que viajan largas distancias; muchas de ellas emprenden migraciones trans-ecuatoriales. Crían en colonias, formando parejas monógamas y anidando año tras año en el mismo lugar. Todas las especies ponen un solo huevo por época de cría. Su periodo de incubación y de crecimiento de la cría hasta que puede emprender el vuelo es excepcionalmente largo, comparado con otras aves.
Muchas especies de esta familia, en época de cría, forman poblaciones que alcanzan varios millones de parejas; en cambio otras no juntan a más de 200 aves. Tradicionalmente los humanos han explotado muchas especies de fulmares y pardelas para obtener comida, combustible y cebo, una práctica que hoy continúa en una manera controlada. Muchas especies se ven amenazadas por especies introducidas que atacan a los adultos y a los polluelos en las colonias de crías, así como por la pesca con palangre, ya que los adultos acuden a comer los cebos y quedan atrapados.

## Biología

### Taxonomía y evolución
De acuerdo con el famoso estudio de hibridación de ADN en relaciones filogenéticas de aves, hecho por Sibley y Ahlquist, la división de los Procellariiformes en cuatro familias ocurrió hace aproximadamente treinta millones de años; un hueso fósil atribuido a menudo al orden, descrito como del género Tytthostonyx, ha sido encontrado en rocas que datan del Cretácico tardío (70 a 60 millones de años atrás), pero los restos son demasiado incompletos para poder considerarlo a ciencia cierta dentro del orden de los Procellariiformes La evidencia molecular sugiere que los paíños fueron los primeros en divergir del grupo ancestral, luego los albatros, luego los de la familia Procellariidae junto con los potoyuncos, que se separaron más recientemente. Algunos taxonomistas acostumbran a clasificar a los Pelecanoides (potoyuncos) en esta familia también, pero hoy en día está comprobada la distinción entre ambos.
Sin embargo, los géneros modernos de esta familia comenzaron a aparecer posiblemente en el momento en que se propuso la separación de la misma, con un fósil del Oligoceno temprano encontrado en Bélgica, atribuido tentativamente al género Puffinus y muchos géneros modernos que se establecieron en el Mioceno. Así, la radiación basal de los Procellariiformes en el Eoceno, al menos, (tal como muchas órdenes de aves modernas) se parecen entre ellas, resaltando especialmente las significativas anomalías en patrones moleculares de la evolución, que se han descubierto en la familia entera. (véase también Paíño Boreal), y la edad molecular debe ser considerada extremadamente tentativa. Algunos géneros  (Argyrodyptes, Pterodromoides) son sólo conocidos por fósiles.
La taxonomía de Sibley y Ahlquist ha incluido todos los miembros de los Procellariiformes dentro de los Procellariidae y esa familia entre los Ciconiiformes, pero ese cambio no ha sido ampliamente aceptado.

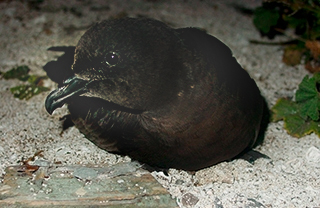
El Petrel de Bulwer, Bulweria bulwerii. Las dos especies que aún existen del género Bulweria a veces se consideran como unas más del género Pterodroma, pero investigaciones recientes cuestionan eso.

 La familia Procellariidae es usualmente dividida en cuatro grupos bastante distintos; los petreles fulmares, las fardelas, los priones, y las pardelas.
- Los petreles fulmares incluyen a grandes especies de esta familia; los petreles gigantes y los fulmares, el petrel blanco, el petrel antártico y el petrel damero. El grupo de los petreles fulmares es diverso, con hábitats y apariencias diferentes, pero están enlazados morfológicamente por los huesos de la cabeza, particularmente por el tubo nasal prominente.
- Las fardelas, son un grupo de 37 especies del género [Pterodroma] al que tradicionalmente se añaden las dos especies del género Bulweria. Las especies varían desde los tamaños pequeños a los medianos (26–46 cm), y característicamente tienen alas muy largas y picos cortos. El género Pterodroma está hoy en día dividido en cuatro subgéneros,[5] y algunas especies han sido sacadas del género.
- Los priones incluyen a seis especies de priones del género Pachyptila y al Petrel Azulado, cercanamente emparentado a las anteriores. Conocidos en el pasado como whalebirds (aves ballena), tres especies tienen un pico largo con filamentos que utilizan para filtrar el plancton como lo hacen las ballenas. Aunque el viejo nombre deriva de su asociación con las ballenas, sus picos no (sin embargo el nombre priones, deriva de la antigua palabra griega para definir a la “sierra”). Son pequeños Procellariidae (25–30 cm) con plumaje gris, que habitan los océanos del sur.

- Las pardelas están adaptadas para sumergirse en busca de su presa en vez de hacerlo desde la superficie; una especie fue vista sumergida a 70 metros de profundidad. Son conocidas por las largas migraciones transecuatoriales de varias de sus especies. Las pardelas incluyen 20 especies del género Puffinus, así como las cinco grandes especies del género Procellaria y las tres especies del género Calonectris. Mientras esos tres géneros son conocidos colectivamente como pardelas, las aves del género Procellaria son llamados petreles en sus nombres comunes. Un estudio reciente dividió el género Puffinus en dos clados separados o subgrupos, Puffinus y Neonectris. Los Puffinus son más pequeños (por ejemplo la Pardela Pichoneta, Pardela Chica y la pardela garrapatera), y los Neonectris son las pardelas más grandes del género Puffinus (la Pardela Sombría, por ejemplo); en el 2004 se propuso que Neonectris tenga su propio género, Ardenna.[6] Esta división en dos clados se piensa que pudo haber ocurrido después de que Puffinus se dividiese de los otros proceláridos, unos evolucionando en el Océano Atlántico y el clado Neonectris evolucionando en el hemisferio sur[7]

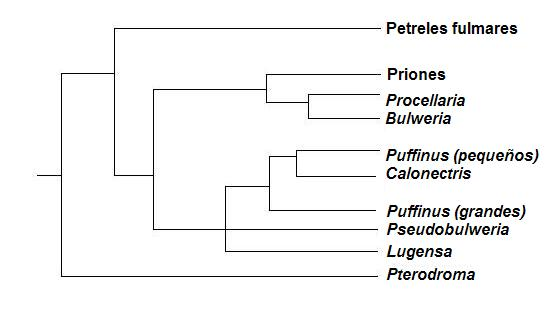
Un diagrama simplificado que muestra las relaciones filogenéticas dentro de la familia Procellariidae. La división de géneros en los petres fulmares y priones no se muestra. Nunn y Stanley (1998) y Bretagnolle et al (1998).

La taxonomía más tradicional de la familia, particularmente la división en cuatro grupos, ha sido reevaluada por estudios recientes. En 1998 un estudio hecho por Gary Nunn y Scott Stanley mostró que los petreles fulmares eran de hecho un pequeño grupo dentro de la familia, así como también las fardelas en el género Pterodroma.
Sin embargo los dos petreles del género Bulweria ya no se consideran cercanos a las fardelas, sino que fueron movidos mucho más cerca al género Procellaria dentro de las pardelas. Dos géneros, Pseudobulweria y Lugensa, nacieron del género Pterodroma, siendo Pseudobulweria filogenéticamente más cercano al género Puffinus que al Pterodroma, y el género Lugensa (la Fardela de Kerguelen) posiblemente cercanamente relacionada con las pardelas o los petreles fulmares.
Los priones, de acuerdo a Nunn y Stanley, eran el grupo más grande de pardelas. Las pardelas Calonectris se colocaron cerca de los dos clados de Puffinus (cerca del clado más pequeño) y ambas distantes de las pardelas Procellaria. Las relaciones entre los géneros y dentro de ellos sigue siendo tema de discusión, con los investigadores que categorizan las especies y géneros dentro de la familia y argumentan acerca de esos cambios. No se sabe a ciencia cierta el lugar taxonómico que ocupan muchas especies; algunas de ellas (como el Petrel de Fiyi) no han sido vistas más de 10 veces desde que fueron descubiertas por la ciencia, y de otras se desconoce su lugar de crianza (como la pardela de Heinroth).
Existen cerca de 80 especies de proceláridas en 14 géneros.

### Morfología y vuelo
Las procelláridas son aves marinas que se reconocen como de pequeño a mediano porte. La más grande, el petrel gigante, es casi tan grande como un albatros; las más pequeñas, tanto los priones como algunas pardelas, son levemente más grandes que los potoyuncos. No presentan dimorfismo sexual, aunque las hembras tienden a ser más pequeñas. Como todos los Procellariiformes, las procelláridas tienen un característico tubo nasal que es usado para olfatear. Esta habilidad para oler les ayuda a localizar la presa difusamente distribuida en el mar y también ayuda localizar sus colonias de anidamiento. El plumaje de las procelláridas es usualmente embotado, con colores generalmente grises, azules, negros y marrones, aunque algunas especies tienen patrones llamativos (como el petrel damero).

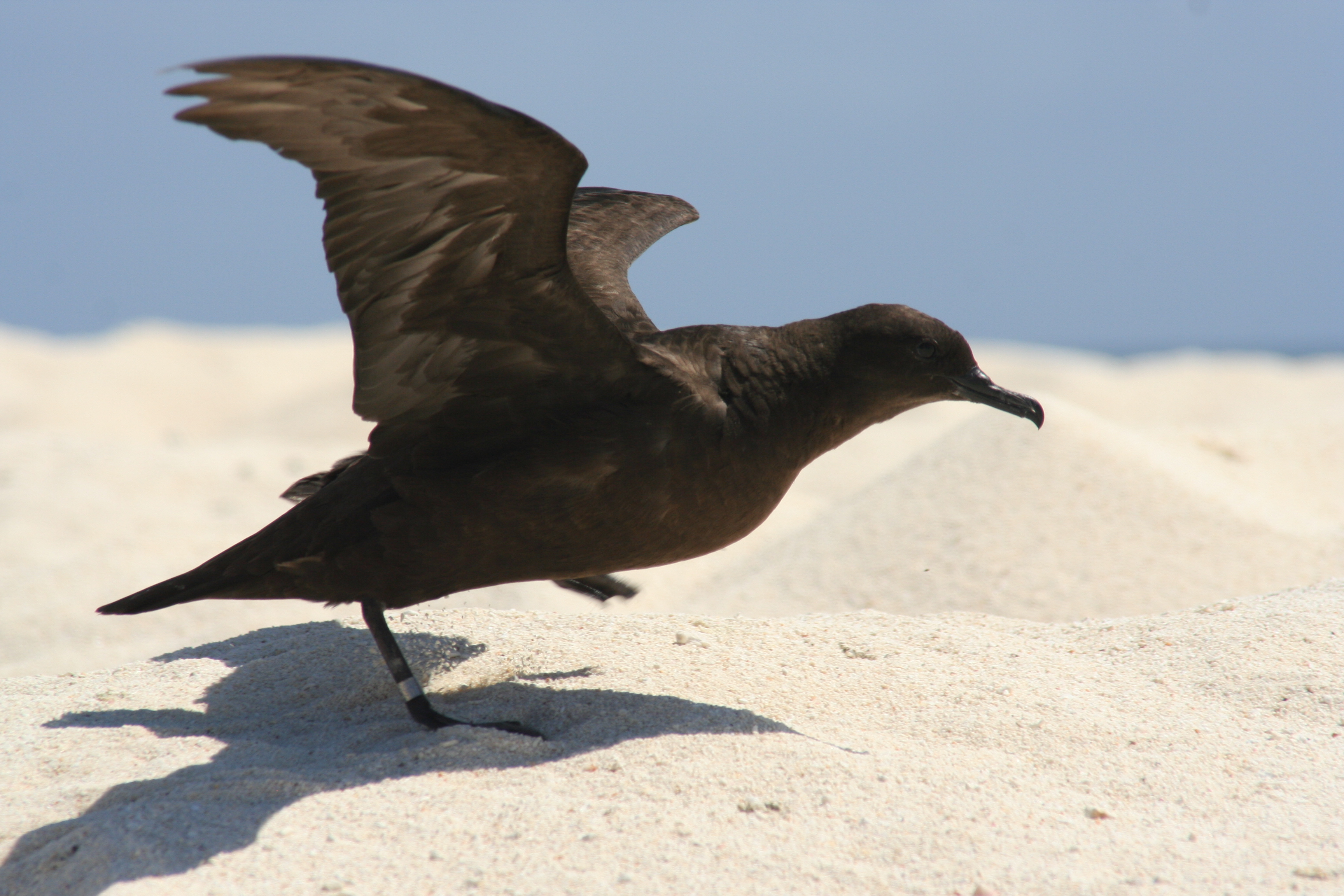
La gran carga alar de las procelláridas requiere una gran velocidad para poder volar, así que para hacer esto la Pardela de Pascua, Puffinus nativitatis debe hacer frente a un viento fuerte. En condiciones tranquilas debe correr para obtener una gran velocidad de despegue.

Comparadas con el promedio de las aves, todas las procelláridas tienen una gran relación de aspecto (lo que significa que sus alas son largas y delgadas) y una gran carga alar. Por lo tanto deben mantener una gran velocidad para mantenerse en el aire. La mayoría usa dos técnicas para hacer esto, denominadas, vuelo dinámico y planeo orográfico. el primero involucra deslizarse a través de los frentes de aire, así, de este modo, se toma ventaja de las corrientes ascendentes y minimiza el esfuerzo que requiere el estar en el aire. El segundo es más sencillo: las procelláridas atacan el viento, ganando altura, desde donde pueden planear hacia el mar. La mayoría de las procelláridas ayudan su vuelo por medio de aletas parecidas a los flaps de los aviones, donde muchos aleteos están seguidos por un periodo de planeo; el uso de los flaps depende de la fuerza del viento y de lo picado que esté el mar. Las pardelas y otros grandes petreles, que tengan una baja relación de aspecto, deben hacer un mayor uso de los flaps para volar que las pardelas. Ya que se requieren grandes velocidades para volar, las procelláridas necesitan correr o hacer frente a un gran viento para poder despegar.

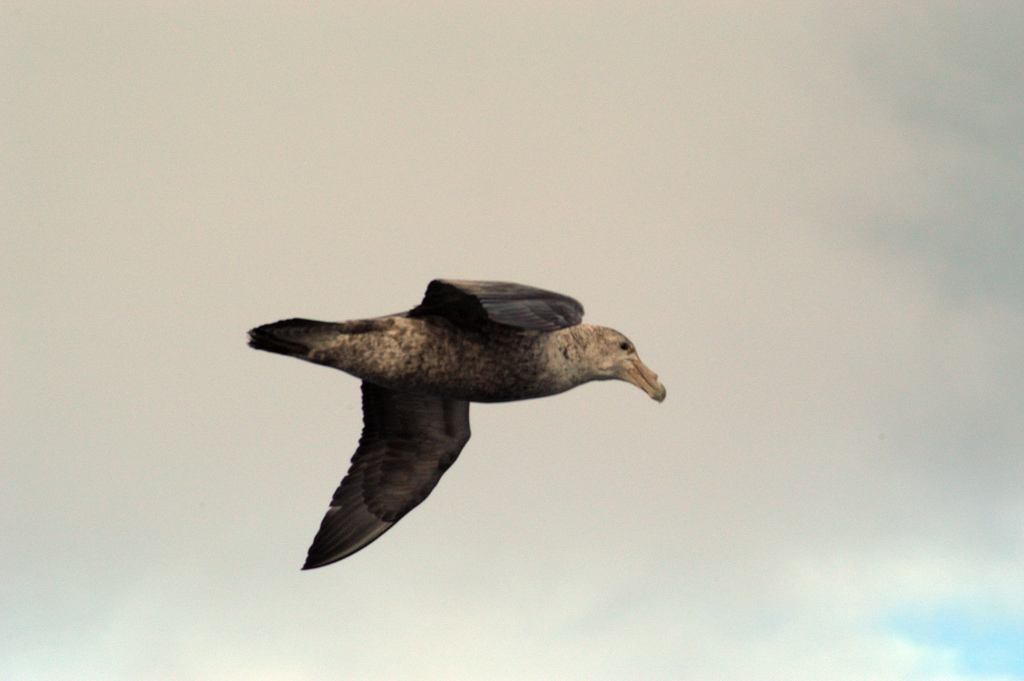
El vuelo de los petreles gigantes es ayudado por un bloqueo de hombro que sostiene su ala sin implicar un gran esfuerzo.

Los petreles gigantes comparten con los albatros una adaptación conocida como bloqueo de hombro: un tendón que bloquea el ala cuando está completamente extendida, permitiendo volar sin tanto esfuerzo muscular.  Las fardelas se suelen alimentar en el aire, aprisionando a la presa sin aterrizar en el agua. El vuelo de los pequeños priones es similar al de los paiños. Las alas de todas las especies son largas y tiesas. En algunas especies de pardelas las alas son también usadas para impulsar al ave bajo el agua mientras se zambulle por su presa, sumergiéndose bajo los 70 m o 230 ft en el caso de los Puffinus tenuirostris).
Las procelláridas generalmente tienen patas débiles, y muchas especies se mueven sobre tierra arrastrándose sobre su pecho y empujándose con las alas. Las excepción son las dos especies de petreles gigantes, que tal como los albatros, tienen piernas largas que usan para alimentarse en tierra. Las patas de las pardelas están alejadas del cuerpo, más adaptadas para nadar que para usarlas en tierra.

### Distribución
Las procelláridas están presentes en todos los océanos de mundo y en muchos de los mares. Están ausentes del golfo de Bengala y de la bahía de Hudson, pero se pueden encontrar durante todo el año o estacionalmente en el resto. Los mares del norte de Nueva Zelanda son el centro de la biodiversidad de las procelláridas, debido a que se encuentran la mayoría de las especies. Entre los cuatro grupos, el de los petreles fulmares tiene una distribución polar, ya que la mayoría de sus especies vive en torno a la Antártida; y la otra minoría, el fulmar boreal vive en el océano Atlántico y norte del Pacífico. Los priones están restringidos al océano Antártico, y las fardelas se encuentran principalmente en los trópicos con algunas especies de clima templado. Las pardelas son el grupo más extendido y se crían en la mayoría de los mares temperados y tropicales, aunque por un capricho biogeográfico están ausentes como criadores en el Pacífico Norte.
Muchas procelláridas hacen una larga migración anual en la temporada en que no crían. Las especies más meridionales de pardelas como la Pardela Sombría Puffinus griseus y la Pardela de Pico Fino Puffinus tenuirostris, que anidan en islas de Australia, Nueva Zelanda y Chile, realizan una migración transecuatorial de millones de aves hasta las aguas de Alaska y regresan cada año durante el invierno austral. La Pardela Pichoneta del Atlántico Norte también realiza una migración transecuatorial desde el oeste de Europa y Norteamérica hasta las aguas de Brasil en el Pacífico Sur. El mecanismo que usan para guiarse es muy poco conocido, pero experimentos donde individuos son retirados de sus colonias y enviados en avión a lugares remotos han demostrado que son capaces de regresar a casa con una notable precisión. Una pardela pichoneta liberada en Boston retornó a su colonia en Skomer, Wales, en tan sólo 13 días, en un viaje de por lo menos 5150 kilómetros.

### Dieta

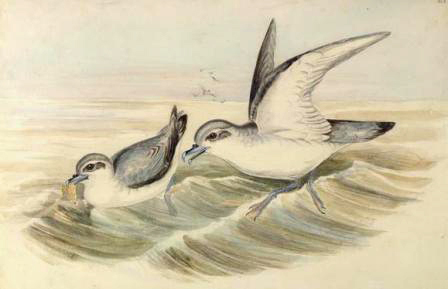
El Pato-petrel piquicorto Pachyptila turtur filtra zooplancton del agua con su ancho pico.

La dieta de las procelláridas, así como los métodos empleados para obtenerla son las más diversas de todo el orden Procellariiformes. Con la excepción de los Petreles Gigantes, todas las procelláridas son exclusivamente marinas, y la dieta de todas las especies está predominantemente constituida por pescado, calamar, crustáceos y carroña, o una combinación de ellas.
La mayoría de las especies se alimentan en la superficie, obteniendo alimento que ha sido empujado a la superficie por otro depredador o alguna corriente, o simplemente flota a al deriva como cadáver. Otra forma de obtener alimento es sumergiéndose, tal como lo suelen hacer, principalmente, las fardelas, que se lanzan en vuelo hacia las profundidades. Aquellos que se alimentan en la superficie dependen de que su propia presa esté cerca de la superficie, y por esta razón las procelláridas algunas veces se encuentran en asociación con otros predadores o convergencias oceánicas. Estudios han demostrado una fuerte asociación entre diversos tipos de aves marinas, incluyendo a la Pardela Pacífica con delfines y atunes, los que empujan la presa hacia la superficie.
Los petreles fulmares no hacen distinción al momento de alimentarse de peces y crustáceos. Los petreles gigantes, en lo que es una excepción dentro de los Procellariiformes, se alimenta en tierra, comiendo muchas veces carroña de otras aves marinas y focas. Pueden también atacar los polluelos de otras aves. La dieta de los petreles gigantes varía de acuerdo al sexo, ya que las hembras comen más kril y los machos más carroña. Todos los petreles fulmares están acostumbrados a alimentarse de los desechos de los barcos de pesca, un hábito que ha implicado (pero no se ha demostrado la causa) la expansión del rango de hábitat del fulmar boreal en el Atlántico.
Tres de las seis especies de priones tienen picos llenos de lamellae o lamelas que actúan como filtros para cribar zooplancton desde el agua. El agua es forzada a pasar por las lamelas y las pequeñas presas son recogidas. Esta técnica es a veces usada en conjunto con un método conocido como hidroplaneo donde el ave sumerge su pico bajo la superficie del agua y se impulsa hacia adelante con las alas y patas como si estuviera caminando sobre el agua.
Muchas de las pardelas del género Puffinus son expertas buceadoras. Aunque es bastante conocido que ellas regularmente bucean desde la superficie para perseguir su presa, usando ambas alas y patas para impulsarse, la profundidad a la que son capaces de sumergirse no se había podido apreciar hasta que los científicos comenzaron a usar grabadoras para estudiar estas aves. Estudios en aves migratorias de larga distancia como la pardela sombría y muchas especies sedentarias como la Puffinus opisthomelas tienen una profundidad máxima de inmersión de 67 m (219,8 pies) y 52 m (170,6 pies). Pardelas tropicales, como la Pardela pacífica y la Pardela Garrapatera, también se sumergen para pescar, haciendo de las pardelas la única ave marina tropical capaz de explotar ese nicho ecológico (las otras aves tropicales se alimentan cerca de la superficie). Muchas otras especies de procelláridas, desde la Fardela Negra Grande hasta el Petrel Paloma de Pico Fino, se sumergen hasta un par de metros bajo la superficie, aunque no tan hábilmente y con tanta frecuencia como las pardelas.

### Reproducción

#### Colonias de Proceláridas

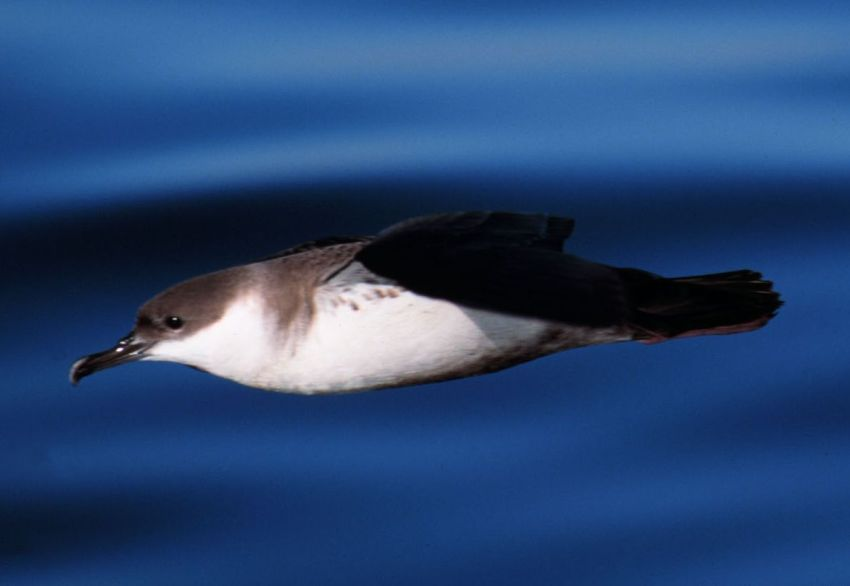
Las colonias de Pardelas Capirotadas Puffinus gravis se encuentran entre las más densas de las proceláricas, con 1 par por m².

Las proceláridas son aves coloniales, que anidan en su mayor parte en islas. Esas colonias varían en tamaño desde sobre un millón de aves hasta algunos pocos pares, y pueden estar densamente concentrados o ampliamente espaciadas. En un extremo la pardela capirotada Puffinus gravis anida en concentraciones de una pareja por metro cuadrado en colonias de más de un millón de parejas, mientras que los petreles gigantes anidan en grupo pero sus nidos están ampliamente dispersos en el territorio, tanto que escasamente son consideradas como aves coloniales. Las colonias están usualmente ubicadas cerca de la costa, pero algunas especies anidan tierra adentro e incluso en grandes altitudes (como la fardela de Barau).
Muchas de las aves pelágicas son coloniales, y la razón de este comportamiento no es del todo comprendida por los científicos. Muchas de las proceláridas tienen patas débiles y no pueden despegar fácilmente, haciéndolas presa fácil de predadores mamíferos. Muchas colonias de proceláridas están ubicadas en islas que históricamente han estado libres de mamíferos; por esta razón algunas especies no pueden dejar de ser coloniales, y por tanto se limitan a pocos lugares para reproducirse. Incluso especies que anidan en el continente Antártico, como el petrel antártico, son forzadas a preferir el hábitat libre de nieve, hielo y la cara norte de las rocas para anidar.
La mayoría de los nidos de las proceláridas se pueden encontrar en madrigueras o en terreno abierto, aunque también se pueden encontrar, en una menor proporción, bajo la línea de la vegetación (por ejemplo, en un bosque). Todos los petreles fulmares y otras especies tropicales de esta familia, anidan al aire libre y el Petrel Blanco, en un comportamiento muy parecido al resto de las especies de la familia, prefiere anidar dentro de las grietas naturales, en acantilados cercanos al mar. Hay varias razones para estas diferencias. Los petreles fulmares probablemente no puedan anidar en madrigueras debido a su gran tamaño, además de que en las altas latitudes donde se reproducen el suelo helado es difícil de excavar. El menor tamaño de las otras especies y su falta de agilidad en la tierra, significa que incluso en islas libres de depredadores mamíferos siguen siendo vulnerables a los págalos, gaviotas y otras aves depredadoras. Los polluelos de todas las especies son vulnerables a la depredación, pero los polluelos de petreles fulmares pueden defenderse a sí mismos gracias a que a temprana edad pueden escupir aceite de un modo parecido que sus padres. En las latitudes más altas, existen ventajas térmicas de anidar en madriguera, ya que la temperatura es más estable que en el exterior, debido a la baja de la sensación térmica debido a la velocidad del viento. La ausencia de las nombradas aves depredadoras en las islas intertropicales hace que algunas pardelas y dos especies de pamperos puedan anidar en la superficie. Esto tiene como ventaja de reducir la competencia por madriguera con otras especies y otorgando la posibilidad de anidar en pequeños islotes de coral sin suelo para madriguera. Las Proceláridas que anidan en madrigueras casi siempre arriban a sus colonias durante la noche con el fin de reducir la depredación De las especies anidan en el suelo la mayoría arriba a sus colonias durante el día, con la excepción de Petrel Trinidad, que se cree que es vulnerable al Pigargo Oriental, de hábitos diurnos.

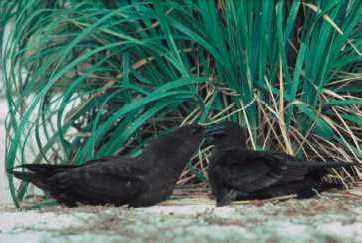
La Pardela de Pascua Puffinus nativitatis es una de las proceláridas que anida en la superficie. Aquí una pareja se dedica a acicalarse mientras anidan.

Las proceláridas muestran un gran nivel de filopatría, mostrando tanto exhibiendo filopatría natal y fidelidad al sitio. La filopatría natal, que es la tendencia a anidar cerca del lugar donde rompieron el cascarón, es muy fuerte entre todas la proceláridas. La evidencia de filopatría natal viene de varias fuentes, no menos importante es el hecho de que existen varias especies de proceláridas que son endémicas de una sola isla. El estudio del ADN mitocondrial también provee evidencia de un flujo genético restringido entre diferentes colonias, y ha sido usado para demostrar la filopatría del Pato-Petrel Piquicortos. El Anillamiento de aves también provee información de filopatría; un estudio acerca de una colonia de Pardela Cenicienta anidando cerca de Corsica encontró que nueve de 61 pollitos machos que devolvieron reproducirse a su colonia natal, en realidad lo hicieron en la misma madriguera fueron criados. Esta tendencia hacia la filopatría es más fuerte en algunas especies que en otras, así también varias especies fácilmente prosperan con éxito en nuevas colonias. Existe una hipótesis que habla que dentro del costo de colonizar un nuevo sito existe la posibilidad de no encontrar una pareja de la misma especie, y que va en contra de las especies con menos ejemplares, mientras que hay una posibilidad de obtener una ventaja de la dispersión para especies que anidan en lugares que cambian dramáticamente durante periodos de glaciación. También hay evidencia acerca de la diferencia en la tendencia de dispersarse basada en el sexo, donde las hembras son más proclives a anidar más lejos del sitio natal.

#### Monogamia y fidelidad al sitio de cría
Las proceláridas, además de tener una fuerte filopatría natal, tienen una fuerte fidelidad al sitio, volviendo al mismo sitio de anidación: madrigueras o territorio en años consecutivos. La cifra varía según las especies, pero es alta en la mayoría de ellas, se estima en un 91% para el petrel de Bulwer La fuerza de esta fidelidad también puede variar con el sexo. Casi el 85% de los macho de la Pardela Cenicienta regresó a la misma madriguera al año siguiente para criar, mientras que la cifra para las hembras es de alrededor de 76%. Esta tendencia a utilizar el mismo sitio año tras año es acompañado de fuerte monogamia, con el objeto de cría de aves con la misma pareja durante muchos años, de hecho, se sugiere que ambos, monogamia y fidelidad al sitio, están relacionados: la fidelidad al sitio pasa a ser un medio por el cual se asoció que las aves podrían reunirse a principios de la temporada de cría con su pareja. Un par de fulmares boreales ha criado como pareja en el mismo sitio durante 25 años. Al igual que el albatros, las proceláridas tardan varios años en alcanzar la madurez sexual, aunque debido a la gran variedad de tamaños y estilos de vida, la edad de inicio cría se extiende desde apenas tres años en la especie más pequeña a doce años en los más grandes.

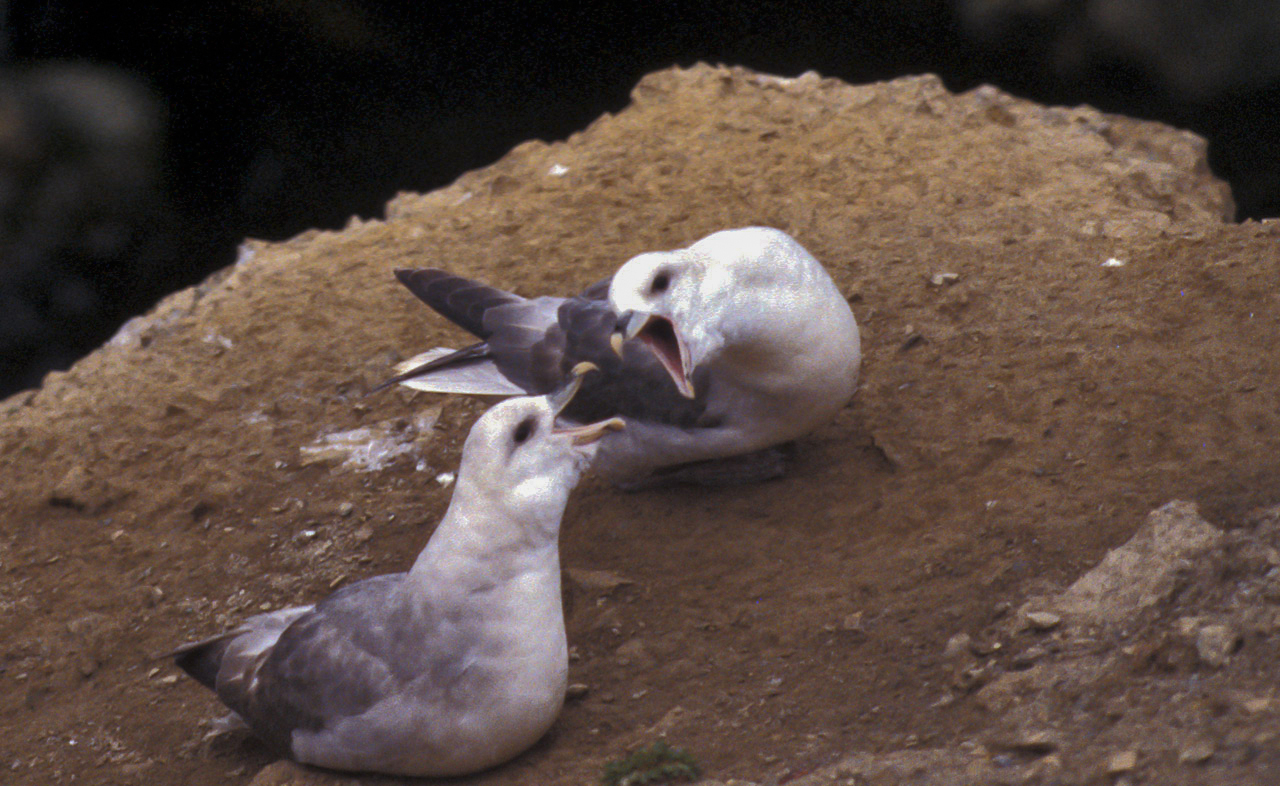
Una pareja de fulmares boreales Fulmarus glacialis.

Las proceláridas carecen de los elaborados bailes de reproducción de los albatros, en gran parte debido a la tendencia de la mayoría de ellos para asistir a las colonias en la noche y a que se reproducen en madrigueras, donde las técnicas visuales son inútiles. Los petreles fulmares, que anidan en la superficie y arriban a sus colonias durante el día, hacer uso de un repertorio de estereotipos conductas como cacareo, acicalarse, agitar la cabeza y picar, pero para la mayoría de las especies las interacciones cortejo se limitan a frotar sus picos en conjunto, en la madriguera y a las vocalizaciones realizadas por todas las especies. Las llamadas cumplen una serie de funciones: se utilizan territorialmente para proteger madrigueras o territorios y para llamar a la pareja. Cada tipo de llamada es única para una especie en particular y de hecho es posible para las proceláridas identificar el sexo del ave a través del llamando. También puede sirve para evaluar la calidad de los compañeros potenciales, un estudio de los petreles azulados encontró un vínculo entre el ritmo y la duración de las llamadas y la masa corporal de las aves La capacidad de un individuo para reconocer su compañero también se ha demostrado en varias especies.

#### Temporada de Cría
Tal como muchas aves pelágicas, la mayoría de las proceláridas anida una vez por año. Sin embargo existen excepciones, dentro de las especies más grandes como el Pterodroma lessonii pueden saltarse una temporada luego de que su cría haya emplumecido satisfactoriamente; otras especies de las más pequeñas como la harsh, anidan en temporadas de nueve meses. Entre aquellas que anidan anualmente, existe una variación considerable en cuanto a los tiempos; algunas especies anidan en una temporada fija, mientras otra lo hacen durante todo el año. El clima y a disponibilidad de alimentos son influencias importantes a la hora de planificar la temporada de crianza; especies que anidan en una latitud más alta, siempre lo hacen en verano ya que las condiciones se vuelven muy crudas en invierno. Mientras más baja la latitud, muchas especies, aunque no todas, tienden a anidar continuamente. Algunas especies anidan por temporadas, para evitar la competencia por las madrigueras con otras especies, así como para evitar la depredación o para obtener ventaja de la abundancia de alimentos de esa temporada. Otras, de clima tropical, como la pardela del Pacífico, anida por temporada por razones desconocidas. Entre las especies que muestras temporadas de cría estacionales, existen altos niveles de sincronización, tanto para la llegada a la colonia como para el momento de retirada.
Estas aves comienzan a arribar a su colonias alrededor de un mes antes de poner los huevos. Los machos llegan antes y asisten a las colonias con mayor frecuencia que las hembras, en parte para proteger las madrigueras y nidos de potenciales competidores. Antes de poner, existe un periodo conocido éxodo de pre-puesta, en que tanto hembra como macho se mantienen alejados de las colonias, para almacenar reservas con el objetivo de sobrellevar el periodo de anidación. Este éxodo puede durar entre 9 días (como es el caso del petrel damero hasta alrededor de los 50 días del Petrel Atlántico. Todas las proceláridas ponen un único huevo por pareja por cada temporada de cría. El huevo es grande comparado con las otras aves, pesando entre un 6–24% del peso de la hembra. Inmediatamente después de la postura la hembra vuelve al mar para alimentarse mientras el macho se encarga de la incubación. De esta tarea se encarga la pareja, compartiendo roles e intercambiándose, aunque la duración de los turnos varía de especie en especie. El turno más largo registrado fueron 29 días de un petrel de Murphy de la Isla Henderson; el turno típico de un petrel es de entre 13 y 19 días. Los petreles fulmares, pardelas y priones tienden a tener menores duraciones de los turnos de incubación, entre 3 y 13 días. El periodo de incubación toma en total entre 40 días para las especies más pequeñas (como los priones) a alrededor de 55 días para las especies más grandes. El periodo de incubación es más largo si los huevos llegan a ser abandonados temporalmente; los huevos de las proceláridas son resistentes al frío y pueden eclosionar aun después de haber sido desatendidos por algunos días.

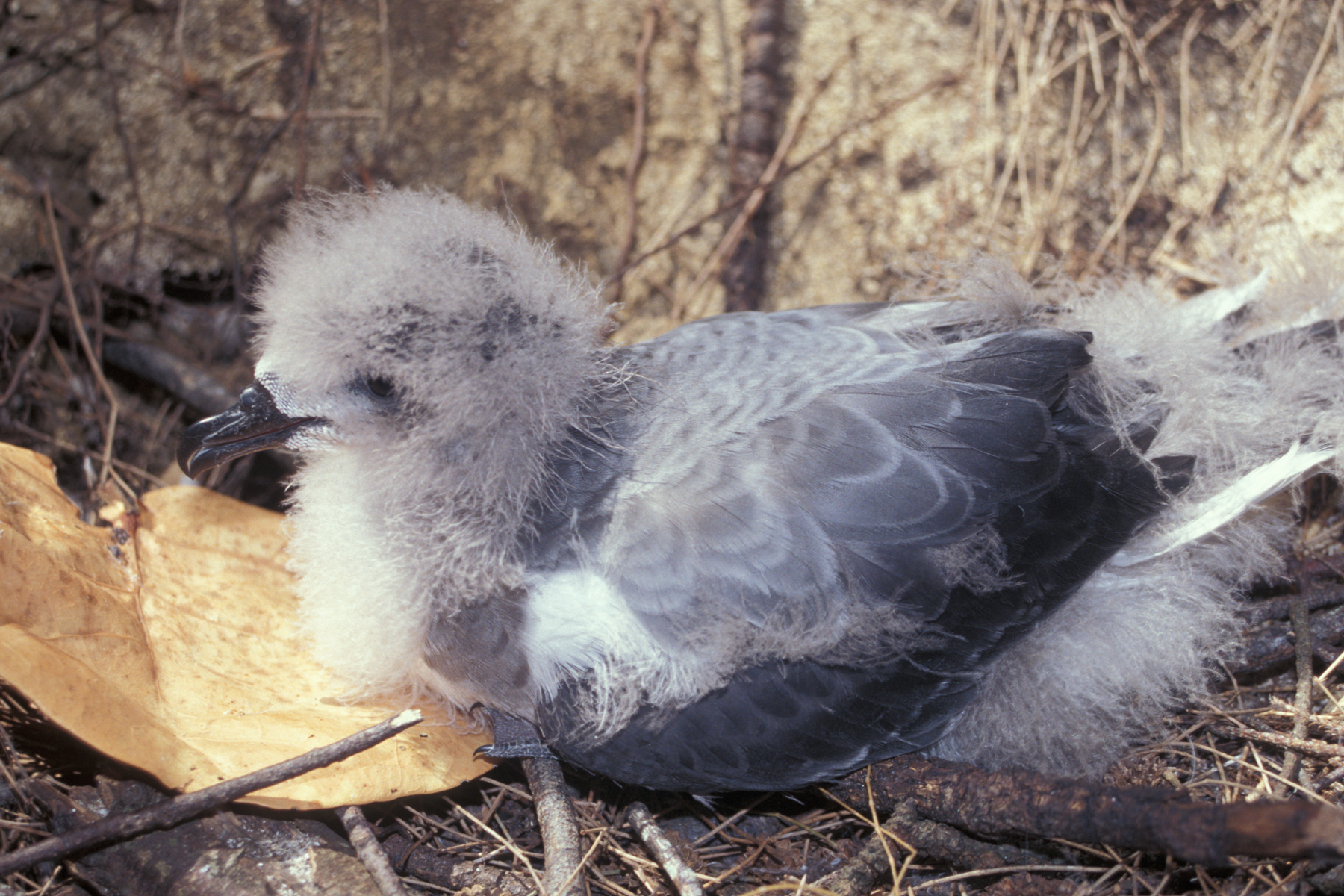
La cría de una fardela de las Bonin Pterodroma hypoleuca demora alrededor de tres meses en emplumarse. Esta cría tiene casi todas sus plumas de adulto pero sigue teniendo gran perte de su plumaje de pichón.

Después de salir del huevo la cría es alimentada por uno de los padres hasta que es lo suficientemente grade como para regular su temperatura eficientemente, y en algunos casos defenderse por su propia cuenta de los depredadores. Esta etapa es corta para las aves que viven en madriguera (2-3 días) y un poco más larga para las que anidan en la superficie como los fulmares (alrededor de 16–20 días) y para los petreles gigantes toma entre 20 y 30 días). Después de este periodo ambos padres alimentan a la cría. En muchas especies los padres se alternan entre viajes cortos de 1 a 3 días y viajes largos de 5 días. Los viajes más cortos, sobre la plataforma continental, benefician a la cría otorgándole un crecimiento más rápido, pero son los viajes más largos, que se adentran mar adentro hacia zonas con alta concentración de alimento, los que hacen que los padres puedan mantener su propia condición física. El alimento está compuesto tanto por las presas como por óleo estomacal, que es una fuente de energía que es más liviana para cargar que los restos aún no deglutídos de las presas. Este aceite es creado en un órgano con las funciones de estómago conocido como proventrículo, a partir de los restos de las presas, y da a las proceláridas y a otros proceláriformes, su olor rancio distintivo. El desarrollo de las crías es relativamente lento en comparación con otras aves, con un periodo de emplumecimiento que toma alrededor de 2 meses desde que rompe el cascarón para las especies más pequeñas, y cuatro meses para las más grandes. Las crías de algunas especies son abandonadas por los padres; padres de otras especies continúan llevando comida al polluelo en el nido después de que ha sido abandonado. Las crías toman peso bastante rápido, incluso algunas pueden pesar más que los padres, sin embargo vuelven a su peso normal antes de dejar el nido. Todas las crías de proceláridas emplumecen por sí solas, y no existen más cuidados de los padres a partir de ese momento. La expectativa de vida de una procelárida es de entre 15 y 20 años; sin embargo, se han registrado especímenes de fulmar boreal por sobre los 50 años.

## Proceláridas y los humanos

### Explotación de las proceláricas

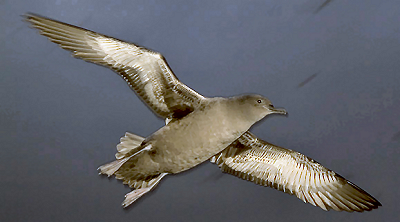
La pardela sombría Puffinus griseus aún se caza en Nueva Zelanda usando técnicas tradicionales

Las proceláridas han sido estacionalmente una fuente abundante de alimento para las personas, dondequiera que éstas hayan sido capaces de alcanzar sus colonias. Los registros más tempranos de la explotación humana de estas aves vienen de los concheros de los pueblos cazadores al sur de Chile, donde la pardela sombría fue cazada desde hace al menos 5000 años Más recientemente las proceláridas han sido cazadas para alimentación por pueblos europeos, particularmente el fulmar boreal en Europa, y varias especies por el pueblo Inuit en Norteamérica y Groenlandia, y por marineros alrededor del mundo. La presión puesta en la caza de la fardela de Bermudas, o Petrel Cahow, fue tan intensa que esta especie quedó al borde de la extinción y fue dada por desaparecida durante 300 años. El nombre en inglés del petrel de Solander, Providence petrel (petrel de la Providencia), deriva de la aparente milagrosa llegada de esta ave a la Isla Norfolk, donde sirvió de alimento inesperado para los hambrientos colonos europeos; así sin más, luego de diez años, el petrel de Solander se había extinguido de la Isla Norfolk. Varias especies de proceláridas se han extinguido en el Pacífico desde el arribo de la especie humana a la zona, y sus restos se han encontrado en conchales que datan de aquella época. Una industria más sustentable es la que se ha desarrollado en Tasmania y Nueva Zelanda, donde la práctica de caza de las pardelas, cuyas crías son recogidas para alimentos y otros usos antes de que abandonen el nido, continúa hasta hoy en día.

### Amenazas y conservación
Mientras algunas especies de proceláridas tienen poblaciones que superan los millones, muchas especies son mucho menos comunes y algunas están incluso en peligro de extinción. Las actividades humanas han causado el declive dramático del número de algunas especies, particularmente de aquellas que estaban originalmente restringidas a una sola isla. De acuerdo a la lista de la IUCN, 36 especies están listadas como vulnerable o peor, con diez de ellas en peligro crítico. Las proceláridas se ven amenazadas por especies introducidas en sus colonias, la pesca industrial, contaminación, explotación y posiblemente por el cambio climático.
La amenaza más apremiante para muchas especies, especialmente las más pequeñas, proviene de especies introducidas a sus colonias. Las proceláridas crían en islas lejos de los depredadores terrestres como los mamíferos, y muchas de ellas han perdido sus habilidades para defenderse de estas amenazas (con excepción de aquellas con la capacidad de escupir aceite estomacal). La introducción de mamíferos depredadores como los gatos asilvestrados, ratas y otros roedores y mangostas puede traer resultados desastrosos para las aves que anidan en zonas de naïvete ecológica. Estos depredadores pueden tanto atacar y matar a los adultos que están empollando, o más comúnmente, atacar a los huevos y las crías. Las especies que anidan en madrigueras y dejan a sus crías sin atención a muy temprana edad, son especialmente vulnerables a los ataques. Estudios de las pardela de alas grandes anidando en la isla Moutohora de Nueva Zelanda, demostró que la población bajo presión, en este caso por ratas pardas puede producir que prácticamente las aves no aniden durante la temporada de cría, mientras que si las ratas son controladas (a través del uso de veneno), el éxito de la reproducción es mucho mayor. Tal estudio también subrayó el rol que un no-depredador introducido tiene en la amenaza a las aves marinas; conejos introducidos en la isla causaron casi ningún daño a las pardelas más que el daño hecho a sus madrigueras, pero también actuaron como una fuente de comida para las ratas durante la temporada en que las aves no crían, lo que permitió que el número de ratas fuera mayor de lo que de lo contrario sería, resultando en más depredadores con los que lidiar para las pardelas. La interacción con las especies introducidas puede ser compleja. La fardela gris anida sólo en dos islas de Nueva Gales del Sur. Conejos introducidos destruyeron el sotobosque en una de ellas (Cabbage Tree Island); esto incrementó la vulnerabilidad de las fardeles ante sus depredadores naturales y los dejó vulnerables a los frutos pegajosos del árbol nativo (Pisonia umbellifera). En un estado natural, estos frutos quedan en el sotobosque, pero con este último removido, los frutos alcanzan el suelo por donde las fardeles caminan, pegándose a sus plumas y haciendo de la tarea de volar algo imposible.

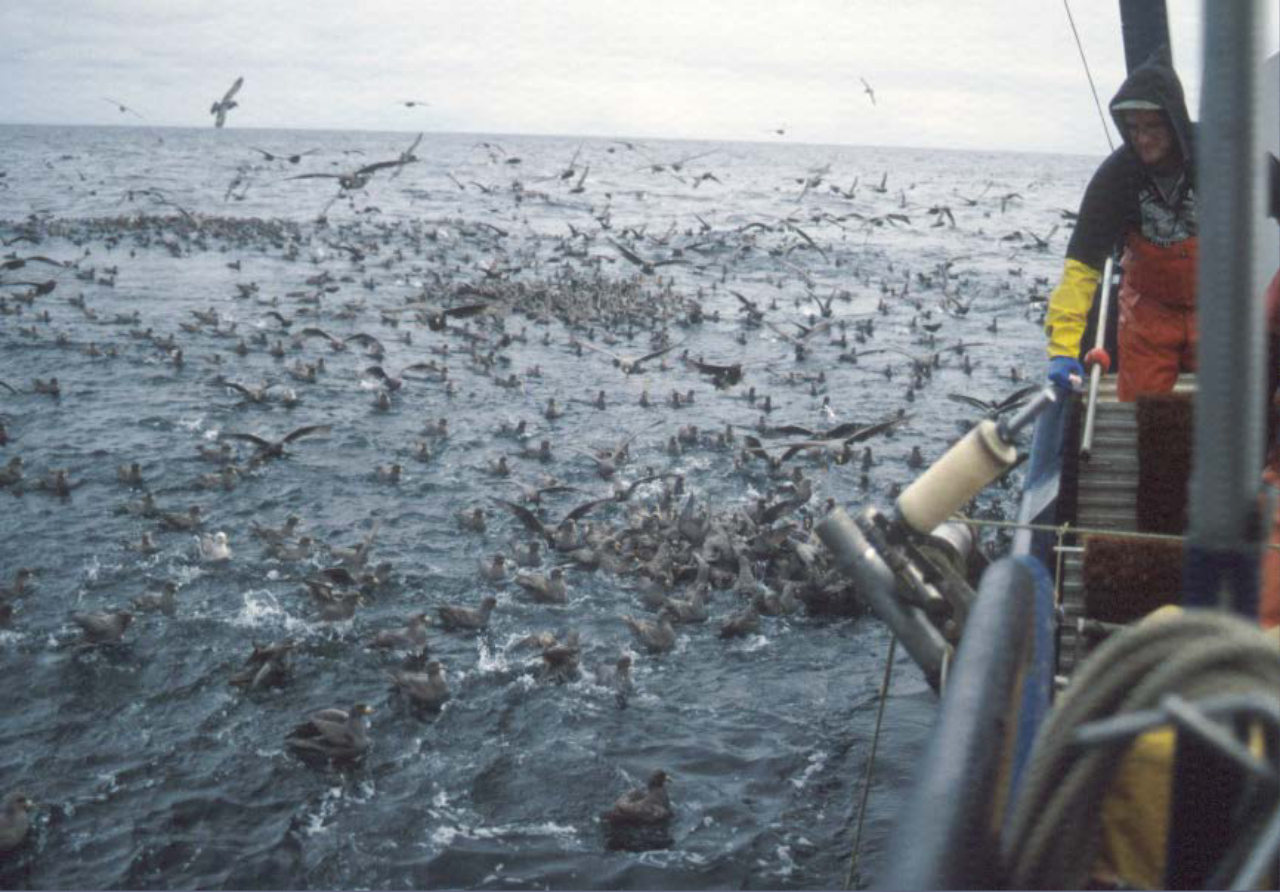
fulmares boreales Fulmarus glacialis acercándose a una nave de pesca con palangre en el Pacífico norte.

Las especies más grandes de proceláridas afrontan problemas similares a los albatros con las naves de pesca con palangre. Estas especies toman fácilmente los despojos de los barcos de pesca y también roban el cebo de las líneas de pesa, con el riesgo de quedar atrapadas en los anzuelos y morir ahogadas. En el caso del petrel de anteojos esto ha llevado a la especie a un gran declive en su población, llegándose a listar como una especie críticamente amenazada. Las especies que se zambullen, especialmente las pardelas, son también vulnerables a la pesca de arrastre. Estudios sobre este tipo de pesca han demostrados que las pardelascomponen el 60% de las aves marinas que mueren en las redes en aguas japonesas y un 40% de las que son capturadas involuntariamente en la Bahía Monterey, California en los 1980s, con un total de pardelas asesinadas en Japón rondando entre las 65.000 y las 125,000 por año sobre el mismo periodo del estudio (1978–1981).
Las proceláridas son vulnerables a otras amenazas también. La ingestión de bolsas plásticas flotantes es un problema tanto para esta familia como para otras aves marinas. Una vez tragado, el plástico puede causar un declive general en la salud del ave, o en algunos casos causar el bloqueo de la absorción de nutrientes en el intestino, llevando a la muerte por inanición. Las proceláridas también son vulnerables a la contaminación marina en general, así como también a los derrames de petróleo. Algunas especies como el petrel de Barau, la pardela de Newell o la pardela cenicienta, que anidan en lo alto de las grandes islas desarrolladas, son víctimas de polución lumínica. Las crías que están emplumando son atraídas por las luces de los caminos, y son incapaces de alcanzar el océano. Se estima que un entre un 20–40% de los petreles de Barau son atraídos por estas luces en la Isla Réunion.
Las organizaciones conservacionistas están trabajando con los gobiernos y las pesqueras para prevenir un mayor declive e incrementar las poblaciones dañadas de las proceláridas en peligro. Se ha hecho un progreso al decretar la protección de muchas de las colonias de las especies más vulnerables. El 20 de junio de 2001, se firmó el Acuerdo sobre la Conservación de Albatros y Petreles por siete de los principales países pesqueros. El acuerdo establece un plan para gestionar las pesquerías de captura incidental, proteger los sitios de reproducción, promover la conservación de la industria, y la investigación de especies amenazadas. El desarrollo de planes de restauración insular, en que se busca eliminar a las especies introducidas para restaurar el hábitat de las especies nativas, se ha enfocado en varios de los programas de restauración. Las especies invasivas, como las ratas, gatos y cerdos han sido tanto eliminadas como controladas en muchas islas remotas como en el Pacífico tropical (como las islas de sotavento hawaiano), cerca de Nueva Zelanda (donde se desarrolló el concepto de restauración insular), y en el Atlántico sur y océano Índico. La pardela de alas grandes, que anida en la isla Moutohora (mencionada arriba) ha alcanzado un alto nivel en el éxito de emplumamiento de sus crías luego de que las ratas fueron eliminadas de su hábitat. En el mar, las proceláridas amenazadas por las líneas de pesca con palangre pueden ser protegidas usando técnicas como el tirar la línea de pesca durante la noche y tiñendo el cebo de azul y dejándolo sumergido, incrementando el peso de las líneas y usando espantapájaros. Un paso más allá en la conservación de estas aves ha sido la firma del Acuerdo de Conservación de Albatros y Petreles en 2001, que entró en vigencia en 2004 y que ha sido ratificado por ocho países a la fecha, Australia, Ecuador, Nueva Zelanda, España, Sudáfrica, Francia, Perú y el Reino Unido. El acuerdo requiere que esos países hagan acciones específicas para reducir la muerte accidental de estas aves y la contaminación de los océanos, así como la eliminación de las especies introducidas desde las islas de anidación.

## Etimología
Procellariidae proviene del latín procella, que significa ráfaga de viento o tormenta, y idae, que se agrega para denotar que se habla de una familia. Por lo tanto, su nombre se refiere al hecho de que los miembros de esta familia gustan de las tormentas y de los climas ventosos.